# Помірні ліси Північного острова
Помірні ліси Північного острова (ідентифікатор WWF: AA0405) — австралазійський екорегіон помірних широколистяних та мішаних лісів, розташований на півночі Нової Зеландії.

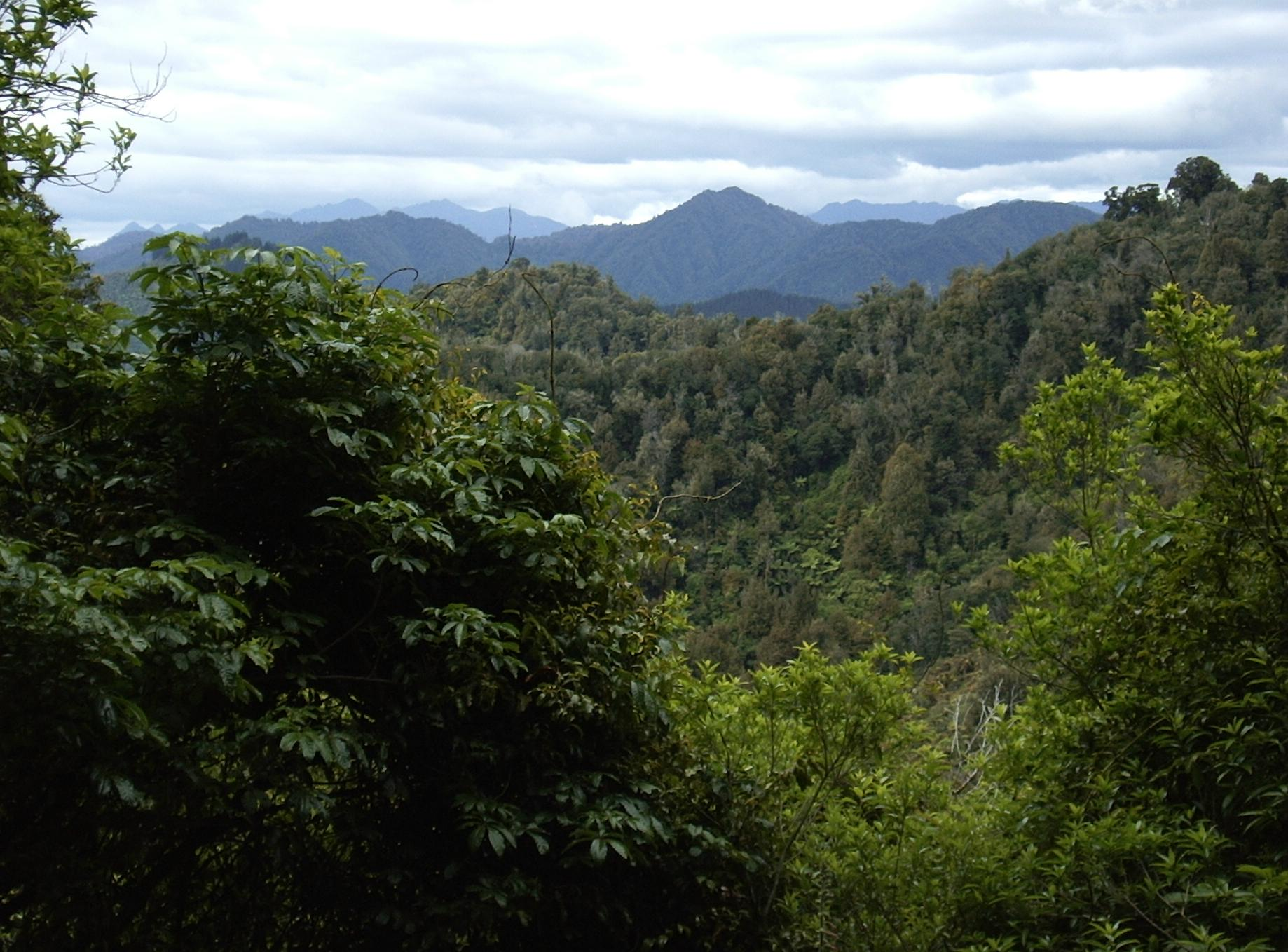
Ландшафт Національного парку Те-Уревера

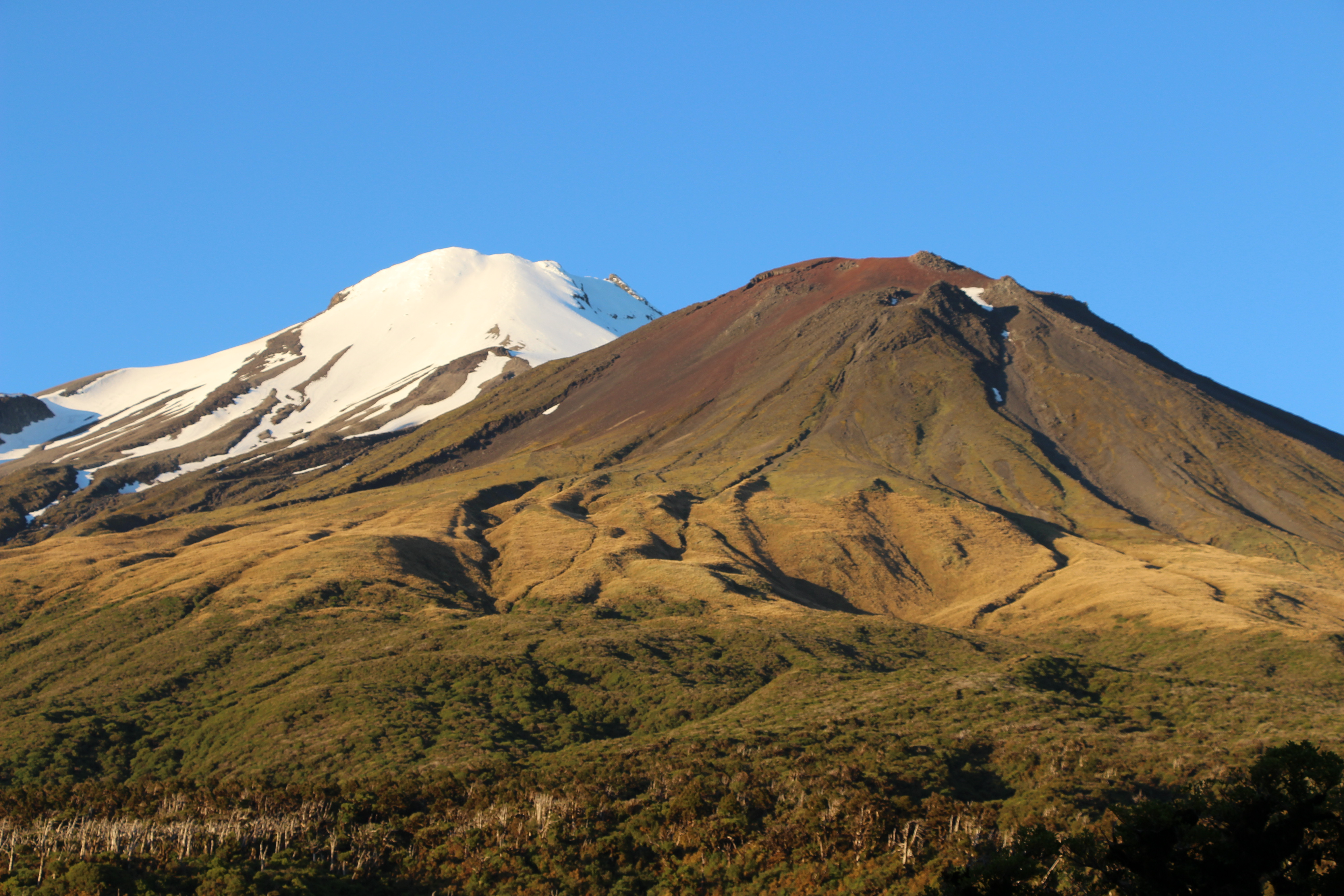
Високогір'я Таранакі у Національному парку Егмонт

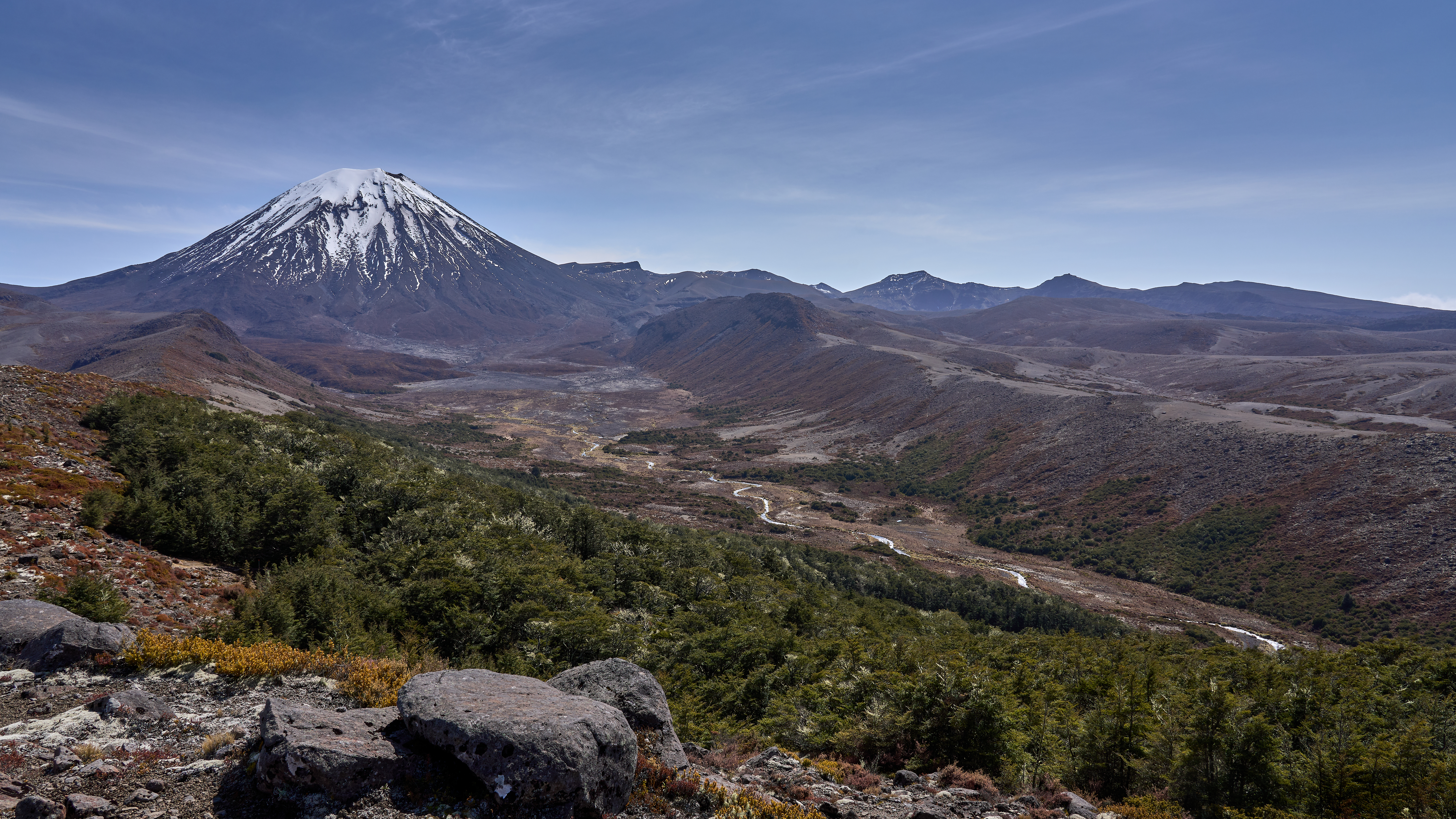
Ландшафт Центрального плато у Національному парку Тонгаріро

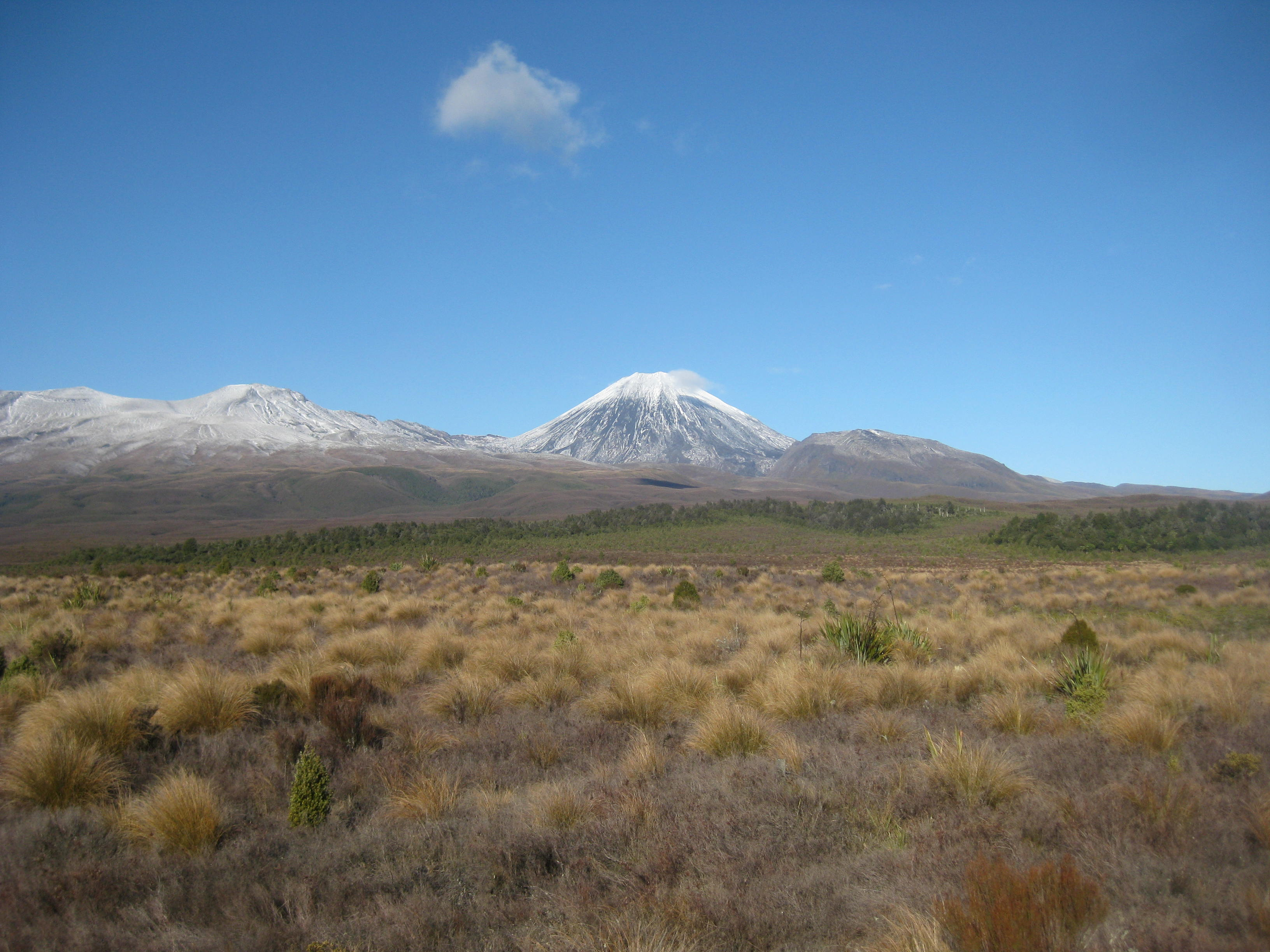
Ландшафт Національного парку Тонгаріро

## Географія
Екорегіон помірних лісів Північного острова охоплює більшу частину Північного острова Нової Зеландії, за винятком північно-західної частини острова, зокрема півостровів Окленд і Коромандел та заболочених низовин навколо Гамільтона. Північний захід Північного острова є частиною окремого екорегіону помірних каурієвих лісів Нортленду.
Північний острів Нової Зеландії є частиною континенту Зеландія — фрагменту стародавнього суперконтиненту Гондвана. Зеландія відокремилася від Австралії 85-60 мільйонів років тому, однак була майже повністю затоплена водами Тихого океану приблизно 23 мільйони років тому. Субдукція Тихоокеанської плити під Індо-Австралійську плиту призвела до активного вулканізму та до підняття Північного острова.
З геологічної точки зору на більшій частині Північного острова переважають осадові гірські породи, які сформувалися протягом двох основних фаз, кожна з яких супроводжувалася періодом підняття та подальшої ерозії. Основу осьових гірських хребтів острова складають давніші та крихкіші осадові породи — грауваки та аргіліти, які внаслідок підняття розпалися на низку блоків уздовж основних ліній розломів. Навколишні гори та низовини сформовані з молодших, більш пластичних осадових порід, зокрема пісковиків та аргілітів, які піддавалися ерозії протягом останніх 5-10 мільйонів років.
Приблизно 2 мільйони років тому у вулканічній зоні Таупо почався період великої вулканічної активності, який триває дотепер. Він сформував велике Центральне вулканічне плато, яке займає більшу частину Північного острова. Масштабні виверження та землетруси сформували сучасний рельєф екорегіону. Велика частина Центрального плато вкрита лавовими полями, вулканічними грязьовими потоками (лахарами) та відкладами пемзи і вулканічного попелу.
В центрі Північного острова знаходиться велике прісноводне озеро Таупо, найбільше озеро Нової Зеландії та всієї Австралазії. Воно заповнює величезну кальдеру вулкана Таупо, який востаннє вивергався приблизно 1800 років тому. Це вулканічне виверження було найбільш руйнівним на планеті за останні 7000 років. На південь від озера Таупо розташовані діючі вулкани Тонгаріро (1978 м), Нгаурухое (2291 м) та Руапеху (2797 м). Останній є найвищою вершиною Північного острова та єдиною горою на острові, вкритою льодовиками. Востаннє він вивергався у 2007 році. На схилах вулканів беруть початок найбільші річки острова — Ваїкато та Вангануї.
На заході Північного острова розташований ізольований стратовулкан Таранакі — друга за висотою вершина острова заввишки 2518 м, який востаннє вивергався у 1854 році. З північного сходу на південний захід паралельно східному узбережжю острова, від Веллінгтона, столиці Нової Зеландії, до Східного мису, найсхіднішої точки острова, простягається низка складчастих гір, яка складається з хребтів Тараруа, Руахіне, Кайманава та Кавека. Ці гори підіймаються на висоту понад 1700 м над рівнем моря і складаються з грауваки, на відміну від Центрального плато, де переважають магматичні породи. Уздовж східного, західного та північного узбережжя острова простягаються прибережні низовини, де зустрічаються піщані дюни та водно-болотні угіддя.

## Клімат
На більшій частині екорегіону переважає помірний морський клімат (Cfb за класифікацією кліматів Кеппена), а на найвищих гірських вершинах — субполярний океанічний клімат (Cfc за класифікацією Кеппена) або тундровий клімат (ET за класифікацією Кеппена). Середньорічна температура в регіоні становить 10-14 °C, однак взимку в горах температура опускається нижче 0 °C і регулярно випадає сніг. Середньорічна кількість опадів на горі Таранакі перевищує 8000 мм, а на посушливому південно-східному узбережжі, яке лежить у дощовій тіні осьових хребтів — трохи більше 800 мм.

## Флора
В межах екорегіону зустрічаються різні рослинні угруповання, від низинних лісів та водно-болотних угідь до високогірних луків. 
На рівнинах Північного острова поширені ліси, у яких переважають вічнозелені широколистяні дерева, зокрема новозеландські камахі (Pterophylla racemosa) та новозеландські тави (Beilschmiedia tawa). Над лісовим наметом підіймаються деякі емерджентні голонасінні дерева з родини подокарпових (Podocarpaceae), зокрема новозеландські ріму (Dacrydium cupressinum) та чорні матаї (Prumnopitys taxifolia). Багато теплолюбних видів рослин, зокрема новозеландські мангеао (Litsea calicaris) та широколисті змієлистники (Dracophyllum latifolium), досягають у цих лісах південної межі свого поширення. Наразі більша частина рівнинних лісів знищена і перетворена на сільськогосподарські угіддя. Найбільший масив незайманих низинних лісів площею 3220 км² зберігся у Національному парку Вангануї.
У лісах, поширених на середніх висотах Центрального плато, переважають представники родини подокарпових (Podocarpaceae), зокрема новозеландські ріму (Dacrydium cupressinum), іржасті міро (Prumnopitys ferruginea), чорні матаї (Prumnopitys taxifolia), новозеландські тотари (Podocarpus totara) та білі кахікатеа (Dacrycarpus dacrydioides). У середньовисотних лісах, поширених на схилах гори Таранакі, зустрічаються гірські тотари (Podocarpus laetus) та новозеландські смолокедри (Libocedrus bidwillii). Деякі середньовисотні регіони зберегли відносно незайманий лісовий покрив, однак більша частина лісів на Центральному плато була знищена та перетворена на сільськогосподарські угіддя та на плантації деревини, на яких вирощують екзотичні види дерев, переважно монтерейські сосни (Pinus radiata), які походять з Каліфорнії.
У високогір'ях Північного острова поширені букові ліси, у яких домінують гірські буки (Nothofagus cliffortioides), та мішані буково-подокарпові ліси. У деяких районах, зокрема на горі Таранакі, на півночі гір Тараруа та на півдні гір Руахіне, букові ліси відсутні, що пояснюється вимиранням буків в часи останнього льодовикового періоду, коли високогір'я Північного острова були вкриті льодовиками, та поганим розповсюдженням буків після його завершення. Поблизу верхньої межі лісу зустрічаються чагарники шкірястолистої олеарії (Olearia colensoi) та круглолистих буревісникових кущів (Brachyglottis rotundifolia), жорстке листя яких протистоїть втраті води від гірських вітрів. На найвищих вершинах Північного острова поширені альпійські купинні луки, на яких переважають червоні купинники (Chionochloa rubra) і сріблясті купинники (Poa cita), та мохові пустища.
На рівнинах Манавату на південному заході острова, зокрема у заплавах навколо озера Хоровенуа, зустрічаються дюни, на яких ростуть волохаті спініфекси (Spinifex sericeus) та золотисті піщані осоки (Ficinia spiralis), а також естуарії та ефемерні внутрішні водно-болотні угіддя. Колись ліси простягалися від підніжжя Тараруа до дюн, однак вони були вирубані до 1880 року, за 20 років після того, як до цього району була прокладена залізниця. Раніше тут також зустрічалися величезні болота, порослі новозеландським льоном (Phormium tenax), який збирали місцеві жителі, однак у 1940-х роках болота були осушені та перетворені на ферми. На низовинах Ваїрарапи та Гокс-Бею, що лежать на сході Північного острова, збереглося дуже мало лісів, однак тут все ще існують кілька важливих ділянок водно-болотних угідь, пов'язаних з озерами Ваїрарапа та Оноке.
Загалом флористичне різноманіття екорегіону є не надто високим. Так, в районі села Моаванго, розташованого між горами Руахіне і Кайманава, зареєстровано близько 730 видів рослин, зокрема рідкісні ендемічні вологі ацени (Acaena rorida), а на горі Таранакі — 550 видів судинних рослин, зокрема 5 ендеміків. На півдні екорегіону зустрічається мало ендеміків, що може пояснюватися важкими умовами, які панували тут під час останнього льодовикового періоду, або тим, що ці райони були затоплені водою протягом останніх тисяч років. Однак тут трапляються цікаві рідкісні або ендемічні рослини-паразити, зокрема те-пуа-о-те-реїнга (Dactylanthus taylorii) з тропічної родини баланофорових (Balanophoraceae). Цей вид залишає на корені дерева або чагарника-господаря характерну деформацію у формі троянди. На букових деревах ростуть червоні новозеландські омели (Peraxilla tetrapetala) та пурпурові новозеландські омели (Peraxilla colensoi), однак їм загрожують інтродуковані лисячі кузу (Trichosurus vulpecula).
У вулканічній зоні Таупо знаходяться 18 геотермальних зон, які вирізняються дуже спеціалізованою та високоендемічною флорою. Деякі види, зокрема геотермальні кануки (Kunzea tenuicaulis), ростуть лише поблизу гарячих джерел, а інші, зокрема лінійні вилчасті папороті (Dicranopteris linearis), мають тропічне походження, і зазвичай не зустрічаються так далеко на півдні, однак ростуть у теплих, вологих, захищених від морозів і холодних вітрів геотермальних районах.

## Фауна
Найбільші ділянки незайманих лісів зустрічаються на півночі, північному сході та в центрі екорегіону. Ці ліси є останнім притулком для багатьох ендемічних видів птахів, зокрема для дуже рідкісних синьощоких коральників (Callaeas wilsoni), популяція яких станом на 2020 рік нараховувала близько 5000 особин, а також для рідкісних північних ківі (Apteryx mantelli) та білоголових несторів (Nestor meridionalis). Серед інших лісових птахів, поширених в регіоні, слід відзначити новозеландського пінона або кереру (Hemiphaga novaeseelandiae), новозеландського сокола (Falco novaeseelandiae), морепорка (Ninox novaeseelandiae), священного альціона (Todiramphus sanctus), червонолобого какарікі (Cyanoramphus novaezelandiae), стрільця (Acanthisitta chloris), пое (Prosthemadera novaeseelandiae), новозеландського макомако (Anthornis melanura), сірого ріроріро (Gerygone igata), білоголового могуа (Mohoua albicilla), новозеландську віялохвістку (Rhipidura fuliginosa), довгоногого тоутоваї (Petroica longipes), великоголового тоутоваї (Petroica macrocephala) та сивоспинного окулярника (Zosterops lateralis). Новозеландські коелі (Urodynamis taitensis) та смугастощокі дідрики (Chrysococcyx lucidus) гніздяться в лісах регіону, однак взимку щороку мігрують до островів Океанії. На берегах річок та струмків в горах Північного острова зустрічаються рідкісні новозеландські качки (Hymenolaimus malacorhynchos).
Наразі популяції птахів на Новій Зеландії стрімко скорочуються внаслідок хижацтва з боку численних інтродукованих хижаків, зокрема здичавілих котів (Felis catus), малих пацюків (Rattus exulans), сірих пацюків (Rattus norvegicus), чорних пацюків (Rattus rattus), горностаїв (Mustela erminea), лісових тхорів (Mustela putorius furo), малих ласиць (Mustela nivalis) та лисячих кузу (Trichosurus vulpecula). Поява цих тварин у Новій Зеландії вже призвела до вимирання низки місцевих видів птахів, зокрема новозеландських перепілок (Coturnix novaezelandiae), новозеландських еготело (Aegotheles novaezealandiae), новозеландських пастушків (Capellirallus karamu), новозеландських баранців (Coenocorypha barrierensis), новозеландських лунів (Circus teauteensis), новозеландських сов (Sceloglaux albifacies), чагарникових гонців (Xenicus longipes), північних піопіо (Turnagra tanagra), різнодзьобих гуй (Heteralocha acutirostris) та новозеландських круків (Corvus antipodum). Велетенські північні моа (Pachyornis geranoides), широкодзьобі моа (Euryapteryx curtus), північні кремезні моа (Dinornis novaezealandiae) та чагарникові моа (Anomalopteryx didiformis), а також великі нелітаючі північні апторніси (Aptornis otidiformis) також вимерли приблизно у XIV—XV століттях внаслідок полювання на них з боку маорі.
Окрім птахів, в екорегіоні також зустрічається багато плазунів — новозеландських сцинків та геконів. У регіоні Веллінгтон на півдні Південного острова зустрічається 14 видів плазунів, зокрема рідкісні сцинки Вітакера (Oligosoma whitakeri), а також більш поширені новозеландські лісові гекони (Mokopirirakau granulatus) та веллінгтонські зелені гекони (Naultinus punctatus). Єдиними місцевими ссавцями на Північному острові Нової Зеландії є два види кажанів: новозеландські лилики (Chalinolobus tuberculatus) та малі футлярокрили (Mystacina tuberculata), обидва з яких зустрічаються в екорегіоні. Відсутність ссавців-хижаків у минулому дозволила цим маленьким хвостатим кажанам добувати їжу, повзаючи серед лісової підстилки. Раніше на Північному острові також зустрічалися великі футлярокрили (Mystacina robusta), однак після появи у Новій Зеландії полінезійців та малих пацюків (Rattus exulans) ці тварини в регіоні вимерли. У залишках лісів на західному узбережжі зустрічається принаймні два ендемічні види равликів з роду Powelliphanta, які досягають дуже великих розмірів.
Невеликі острови, розташовані біля південного узбережжя Південного острова, є притулком для низки рідкісних видів тварин. Деякі з них були навмисно переселені туди людьми з метою врятувати від неминучого вимирання на материку внаслідок хижацтва з боку інтродукованих пацюків, котів та інших тварин, а деякі є місцевими ендеміками. Так, на острів Капіті були переселені рідкісні малі ківі (Apteryx owenii), каштанововолі чирянки (Anas chlorotis), південні такахе (Porphyrio hochstetteri), уеки (Gallirallus australis), північні тіко (Philesturnus rufusater), гигі (Notiomystis cincta), синьощокі коральники (Callaeas wilsoni) та новозеландські лилики (Chalinolobus tuberculatus), а на острові Мана живуть рідкісні сцинки Макгрегора (Oligosoma macgregori) і золотосмугі гекони (Woodworthia chrysosiretica), а також майже ендемічні вета протоки Кука (Deinacrida rugosa) — велетенські цвіркуни, одні з найбільших комах на планеті.
У водно-болотних угіддях екорегіону живуть рідкісні риби, зокрема майже ендемічні коричневі муловики (Neochanna apoda), які перебувають під загрозою зникнення, а також численні водоплавні та коловодні птахи, зокрема австралійські широконіски (Spatula rhynchotis), австралійські крижні (Anas superciliosa), світлогорлі чирянки (Anas gracilis), мінливі галагази (Tadorna variegata), новозеландські черні (Aythya novaeseelandiae), новозеландські пірникози (Poliocephalus rufopectus), австралійські султанки (Porphyrio melanotus), строкаті кулики-довгоноги (Himantopus leucocephalus), тихоокеанські чепури (Egretta sacra), австралійські чепури (Egretta novaehollandiae), строкатобокі матати (Poodytes punctatus) та хижі південні луні (Circus approximans). Раніше у водно-болотних угіддях регіону зустрічалися великі нелітаючі новозеландські гуски (Cnemiornis gracilis), качки Фінча (Chenonetta finschi), новозеландські савки (Biziura delautouri), новозеландські качки-лопатоноси (Malacorhynchus scarletti), новозеландські курочки (Tribonyx hodgenorum), новозеландські лиски (Fulica prisca) та північні такахе (Porphyrio mantelli), однак всі вони вимерли після появи у Новій Зеландії людей.

## Збереження
Більша частина лісів екорегіону була знищена та перетворена на сільськогосподарські угіддя, лісові плантації та поселення. Основними загрозами для збереження природи регіону є знищення лісів, а також поширення інтродукованих хижаків, таких як пацюки, коти, тхори та горностаї. Інтродуковані благородні олені (Cervus elaphus) та японські олені (Cervus nippon) знищують місцеву рослинність та перешкоджають її відновленню, що спричиняє значні зміни в структурі та видовому складі лісів. Поширення чужорідних видів рослин, таких як виткий ломиніс (Clematis vitalba), бананова маракуя (Passiflora mixta) та звичайний верес (Calluna vulgaris), є загрозою для купинних луків та торф'яних боліт. Загалом залишки лісів, порушені території та відкриті ділянки особливо вразливі до вторгнення бур'янів, оскільки більшість видів бур'янів не терплять тіні. Поширення інвазивних видів рослин, таких як європейський дрік (Ulex europaeus), може призводити до частих пожеж, які знищують місцеві види рослин, не пристосовані до них. Водно-болотним угіддям екорегіону загрожує забруднення води внаслідок промислової і сільськогосподарської діяльності, а будівництво дамб і гребель на річках перешкоджає міграціям місцевих риб, що призводить до зменшення їх чисельності.
Оцінка 2017 року показала, що 16 274 км², або 19 % екорегіону, є заповідними територіями. Природоохоронні території включають: Національний парк Тонгаріро, Національний парк Егмонт, Національний парк Вангануї, Національний парк Те-Уревера, Природний заповідник острова Капіті, Лісовий парк Ремутака, Лісовий парк Аорангі, Лісовий парк Руахіне, Лісовий парк Кайманава, Заповідний парк Вірінакі Те Пуа-а-Тане та Заповідний парк Раукумара. У 1990 році Національний парк Тонгаріро був внесений до списку Світової спадщини ЮНЕСКО.